# Майк Туллберг
Майк Туллберг (дан. Mike Tullberg, нар. 25 грудня 1985, Фарум) — данський футболіст, що грав на позиції нападника. По завершенні ігрової кар'єри — тренер. З 2025 року входить до тренерського штабу клубу «Боруссія» (Дортмунд).
Виступав, зокрема, за клуб «Орхус».

## Ігрова кар'єра
Народився 25 грудня 1985 року в місті Фарум. Вихованець юнацьких команд футбольних клубів «Академіск» та «Фарум».
У дорослому футболі дебютував 2002 року виступами за команду «Раннерс», у якій провів один сезон. 
Протягом 2003—2005 років захищав кольори клубу «Греена ІФ».
Своєю грою за останню команду привернув увагу представників тренерського штабу клубу «Орхус», до складу якого приєднався 2005 року. Відіграв за команду з Орхуса наступні два сезони своєї ігрової кар'єри.
Згодом з 2007 по 2009 рік грав у складі команд «Реджина» та «Гартс».
Завершив ігрову кар'єру у команді «Рот Вайс» (Обергаузен), за яку виступав протягом 2009—2011 років.

## Кар'єра тренера
Розпочав тренерську кар'єру невдовзі по завершенні кар'єри гравця, 2012 року, увійшовши до тренерського штабу клубу «Зг Скнебек», де пропрацював з 2012 по 2013 рік.
Протягом тренерської кар'єри також очолював команду «Боруссія» II, а також входив до тренерських штабів клубів «Рот Вайс» (Обергаузен), «Орхус», «Вендсюссель» та «Боруссія» (Дортмунд).
З 2025 року входить до тренерського штабу клубу «Боруссія» (Дортмунд).